# Юніон Тауншип (округ Юніон, Пенсільванія)
Юніон Тауншип (англ. Union Township) — селище (англ. township) в США, в окрузі Юніон штату Пенсільванія. Населення — 1633 особи (2020).

## Демографія
Згідно з переписом 2010 року, у селищі мешкало 1589 осіб у 640 домогосподарствах у складі 485 родин. Було 711 помешкання
Расовий склад населення:
| - 97,8 % — білих - 0,6 % — азіатів - 0,4 % — чорних або афроамериканців - 0,1 % — корінних американців |

До двох чи більше рас належало 1,1 %. Частка іспаномовних становила 0,6 % від усіх жителів.
За віковим діапазоном населення розподілялося таким чином: 18,9 % — особи молодші 18 років, 63,2 % — особи у віці 18—64 років, 17,9 % — особи у віці 65 років та старші. Медіана віку мешканця становила 47,3 року. На 100 осіб жіночої статі у селищі припадало 103,7 чоловіків;  на 100 жінок у віці від 18 років та старших — 99,8 чоловіків також старших 18 років.
Середній дохід на одне домашнє господарство  становив 75 765 доларів США (медіана — 57 143), а середній дохід на одну сім'ю — 87 952 долари (медіана — 69 750). Медіана доходів становила 50 000 доларів для чоловіків та 31 484 долари для жінок. За межею бідності перебувало 3,9 % осіб, у тому числі 2,3 % дітей у віці до 18 років та 2,3 % осіб у віці 65 років та старших.
Цивільне працевлаштоване населення становило 689 осіб. Основні галузі зайнятості: освіта, охорона здоров'я та соціальна допомога — 37,9 %, роздрібна торгівля — 10,9 %, виробництво — 10,9 %.